# 福道寺
福道寺（ふくどうじ）は、茨城県ひたちなか市にある日蓮宗の寺院。

## 前史
享保の大飢饉の折、当地の庄屋「佐七」は水戸藩が所蔵していた米の開放を訴えていたが、藩当局に聞き入れられなかったため、遂に独断で藩の蔵から米を持ち出し、村民に分け与えた。もちろん米の無断放出は重罪であるため、佐七とその家族は責任をとり自害した。以降、佐七は「義民佐七」として、その功績が語り継がれることになった。

## 歴史
明治に入り、日蓮宗の尼「村山妙種」が佐七を祀る「佐七霊堂」を建てた。そして1958年（昭和33年）に江田智潤により、寺院として開山した。

## 交通アクセス
- 中根駅より徒歩7分。